# Parlamentní volby ve Slovinsku 2022
Parlamentní volby ve Slovinsku 2022 se konaly dne 24. dubna 2022 pro všech 90 křesel ve slovinském Státním shromáždění. Ve volbách zvítězilo nově založené hnutí Gibanje Svoboda (Hnutí Svoboda) vedené Robertem Golobem, které získalo 34,5 % hlasů a 41 křesel.

## Pozadí
Před volbami vedla vládu koalice pod vedením Slovinské demokratické strany (SDS) premiéra Janeze Janši, která měla silně pravicový a konzervativní charakter. Avšak kvůli rostoucí nespokojenosti veřejnosti s vládními opatřeními, zejména v souvislosti s pandemií covid-19, došlo k výrazné změně politického klimatu.

## Výsledky
Hnutí Svoboda vedené Robertem Golobem získalo ve volbách 34,5 % hlasů, což mu přineslo 41 křesel. Tento výsledek představuje výrazný nárůst pro novou politickou sílu, která se ve slovinské politice objevila těsně před volbami. Hnutí stavělo svou kampaň na ekologických otázkách, udržitelnosti a boji proti korupci.
Druhé místo obsadila SDS premiéra Janeze Janši, která získala 23,5 % hlasů a 27 křesel. I když SDS zůstala druhou nejsilnější stranou, volby byly považovány za porážku pro Janšův blok, který byl v čele vlády v předchozím období.
Do parlamentu se dále dostaly:
- Nové Slovinsko (NSi) – 6,9 % hlasů, 8 křesel.
- Sociální demokrati (SD) – 6,7 % hlasů, 7 křesel.
- Levice – 4,4 % hlasů, 5 křesel.

Několik tradičních stran, včetně Strany moderního středu (SMC) a Demokratické strany důchodců Slovinska (DeSUS), nedokázalo překročit 4% hranici potřebnou pro vstup do parlamentu.
| Strana                                      | Lídr         | Hlasy   | %      | Křesla |
| ------------------------------------------- | ------------ | ------- | ------ | ------ |
| Gibanje Svoboda                             | Robert Golob | 412 009 | 34,5 % | 41     |
| Slovinská demokratická strana (SDS)         | Janez Janša  | 280 207 | 23,5 % | 27     |
| Nové Slovinsko – Křesťanští demokraté (NSi) | Matej Tonin  | 82 121  | 6,9 %  | 8      |
| Sociální demokrati (SD)                     | Tanja Fajon  | 80 706  | 6,7 %  | 7      |
| Levice                                      | Luka Mesec   | 52 842  | 4,4 %  | 5      |

## Důsledky
Po volbách byl Robert Golob pověřen sestavením nové koaliční vlády. Jeho vítězství znamenalo posun od pravicové politiky k progresivnějšímu směru, zaměřenému na udržitelnost, klimatické otázky a sociální spravedlnost. Nová vláda, kterou Golob vytvořil, se zaměřila na posílení ochrany životního prostředí, podporu inovací a modernizaci veřejného sektoru.